# Tasmannia purpurascens
Tasmannia purpurascens es una especie de arbusto perteneciente a la familia Winteraceae. Solo se encuentra en Australia en Barrington Tops y el Parque nacional Ben Halls Gap. 
A pesar de ser consideradas como raras, es localmente abundante en un hábitat restringido subalpino. Se encuentran a una altitud de 1300 a 1550 metros con una alta pluviosidad. Las heladas o la nieve pueden producirse por lo menos desde la Semana Santa. El hábitat es el bosque de eucalipto, a menudo en asociación con el Nothofagus moorei.
El género Tasmannia es de gran interés para los científicos ya que estas plantas son algunas de las más primitivas de todas las angiospermas. Sobre todo debido a su estructura primitiva de floración. 

## Descripción
Generalmente alcanza un tamaño de uno a tres metros de altura, con tallo leñoso. Las ramillas y nuevos brotes de color rojo violáceo que las hace fácilmente identificables. Las hojas son de hasta 20 cm de largo, y de 2 a 7 cm de ancho, más gruesas en el extremo opuesto, con una punta afilada. La base de color rojo plana de la hoja se estrecha poco a poco a la ramita, casi sin tallo de la hoja. El nervio central se eleva sobre la superficie superior. De color crema para la mayoría de la nervadura central, llegando a ser rojizo hacia la base de la hoja. Las flores blancas en forma de umbelas, alrededor de 25 mm de diámetro. Las flores son masculinas o femeninas, y ocurren en la misma planta. El fruto es una baya carnosa negra o púrpura de 10 a 15 mm de largo.

## Usos
Las hojas tienen un alto nivel del principio activo polygodial, similar a otras plantas de este género. Las hojas, los tallos de colores, las flores y frutos la hacen una planta de interior atractiva.

## Taxonomía
Tasmannia purpurascens fue descrita por (Vickery) A.C.Sm. y publicado en Taxon 18: 287 287, en el año 1969.
Sinonimia
- Drimys purpurascens (Vickery)	basónimo[3]